# Tout pour l'amour (Dryden)
Tout pour l'amour (titre original All for Love or, the World Well Lost), est un drame héroïque de John Dryden écrit en 1677. C'est aujourd'hui la pièce la plus connue et la plus jouée de Dryden. Cette tragédie, écrite en vers sans rime (« blank verse »), fut une tentative de Dryden pour revigorer le drame sérieux. C'est une imitation, annoncée dans la page de titre, d'Antoine et Cléopâtre de Shakespeare, qui se concentre sur les dernières heures de la vie des héros.
Lors des premières représentations en 1678 par la King's Company, Charles Hart jouait le rôle de Marc Antoine, Elizabeth Boutell celui de Cléopâtre, Michael Mohun celui de Ventidius et Katherine Corey celui d'Octavie. La pièce fut reprise en février 1704 à Lincoln's Inn Fields, Betterton jouant Antoine, Mme Barry Cléopâtre, Wilks Dolabella, et Mme Bracegirdle Octavie.
Dans cette pièce, Dryden traite le même sujet que celui d'Antoine et Cléopâtre de Shakespeare. Mais, alors que Shakespeare déplace l'action en Italie, en Grèce et en Égypte, Dryden place chaque scène dans la ville d'Alexandrie. De plus, il se contente des scènes finales de l'histoire d'Antoine, au lieu d'introduire les incidents de la guerre avec Pompée, la négociation avec Lepidus, la mort de sa première femme, et d'autres circonstances, qui, chez Shakespeare, tendent à distraire l'attention de l'intrigue principale (Sir Walter Scott). Saintsbury dit que Dryden « omet volontairement ce qui, dans l'histoire originale, est choquant et répugnant du point de vue romantique ».

## Argument
Acte I
Serapion décrit des présages de mauvais augure (tempêtes, tornades et inondation du Nil), menaçant l'Égypte d'une ruine imminente. Alexas, l'eunuque de Cléopâtre, repousse les affirmations de Serapion, étant plus inquiet des relations entre Antoine et Cléopâtre. Il voit que celle-ci est folle amoureuse d'Antoine, et craint que ce dernier ne continue plus à la voir. Aussi Serapion organise une fête en l'honneur d'Antoine.
Ventidius, un général romain, vient assister Antoine à Alexandrie. Ventidius n'est pas d'accord avec la relation d'Antoine et de Cléopâtre, et il offre à celui-ci des troupes s'il la quitte. Bien qu'Antoine soit offensé par l'opinion de Ventidius sur Cléopâtre, ne voulant rien entendre de négatif à son sujet, il accepte son offre.
Acte II
Cléopâtre se lamente de sa situation avec Antoine. Charmion, sa dame d'honneur, tente d'organiser une rencontre entre Antoine et Cléopâtre, mais en vain. Cléopâtre envoie alors Alexas pour essayer de reconquérir Antoine, en lui offrant des bijoux, dont un bracelet. Alexas suggère que ce soit Cléopâtre qui mette le bracelet au poignet d'Antoine. Lors de la rencontre suivante entre Antoine et Cléopâtre, Ventidius apparaît et tente de prouver que Cléopâtre n'est pas la bonne compagne pour Antoine, et qu'elle le trahirait pour sa propre sécurité. Mais Cléopâtre anéantit cet argument en produisant une lettre où elle refuse qu'Octave lui offre l'Égypte et la Syrie. Antoine est ravi par cette décision de Cléopâtre, et il lui déclare son amour.
Acte III
Dolabella, un ami d'Antoine, apparaît après la victoire militaire d'Antoine. Bien qu'il ait été auparavant banni à cause de son amour pour Cléopâtre, il est accueilli chaleureusement par Antoine. Dolabella vient offrir un cadeau pour réconcilier Antoine et Octave. Ce cadeau, c'est Octavie, la sœur d'Octave et femme d'Antoine, et leurs deux petites filles. Antoine et Octavie se réconcilient, et la tentative d'Alexas d'intercéder en faveur de Cléopâtre échoue. Celle-ci apparaît alors et affronte Octavie. Toutes deux se disputent, et c'est Octavie qui triomphe.
Acte IV
Antoine est prêt à partir, mais s'il annonce lui-même son départ à Cléopâtre, il risque de changer d'avis. Aussi demande-t-il à Dolabella d'en informer Cléopâtre. Ventidius apprend qu'Antoine part, et il se demande s'il ne pourrait pas profiter de cette occasion pour charger Cléopâtre davantage, et l'écarter définitivement d'Antoine. Ventidius et Octavie voient Dolabella prendre la main de Cléopâtre, et Ventidius en informe Antoine. Celui-ci devient fou de rage en apprenant cela, ainsi qu'Octavie qui s'en va pour de bon. Quand Dolabella et Cléopâtre essaient de s'expliquer, Antoine ne les croit pas, et s'isole encore plus qu'avant.
Acte V
Cléopâtre tente de se suicider, tandis que la flotte égyptienne se range du côté des Romains. Antoine et Ventidius se retrouvent et se préparent au combat. Alexas, le messager de Cléopâtre, vient informer Antoine que Cléopâtre est morte. Antoine demande alors à Ventidius de le tuer, mais celui-ci refuse et se suicide. Ventidius étant mort, Antoine tente de se suicider, sans y parvenir. Cléopâtre arrive alors, et découvre Antoine mourant. Elle se tue à son tour. Serapion fait leur éloge funèbre.

## Thèmes
Amour
Dépeint comme une attirance principalement physique et non comme un attachement affectif. Le dialogue entre Antoine et Cléopâtre soulignent les éléments sensoriels de leur affection plus que leurs liens spirituels et affectifs. L'exclusivité de l'amour est mis aussi en question par les hésitations d'Antoine entre Cléopâtre, Octavie, et aussi ses devoirs politiques et militaires.
Honneur
Dans cette pièce, l'honneur est un concept essentiellement associé à Rome. La force politique et militaire d'Antoine est indéfectiblement liée à sa loyauté envers l'Empire romain.
Abstrait et concret
Dans cette pièce, les éléments abstraits, tels que l'amour, l'honneur et le devoir, font avancer bien plus l'action que les éléments concrets. Dryden s'est appliqué à déplacer les éléments abstraits vers le concret en entourant Antoine avec des personnages symbolisant différents émotions ou rôles. Par exemple, Ventidius symbolise le besoin d'Antoine de satisfaire son honneur. Dryden va même plus loin en faisant en sorte que des scènes entières symbolisent des émotions. Par exemple, la scène entre Octavie et Antoine (III. 255-371) symbolise son devoir envers sa famille et son pays.
Aspects personnel et politique
Chaque personnage de cette pièce, du puissant Antoine au reste de la distribution, est influencé à la fois par des motivations personnelles et par des motivations politiques, qui affectent à leur tour les thèmes centraux, qui sont l'amour et l'honneur. Marc Antoine connaît un conflit intérieur pour choisir sa famille, Octavie et ses deux filles d'une part, et Cléopâtre d'autre part. Il se dérobe à ses devoirs politiques pour son amour pour Cléopâtre. Ses pairs estiment que ses actions sont irresponsables et pensent qu'elles seront la cause de sa chute. Finalement Antoine, meurt, Cléopâtre meurt, et Octave gagne la guerre, et devient César.
Mort
Les morts, mises en scène dans l'intrigue, sont « toutes pour l'amour », soit l'amour du pays, soit pour l'amour de quelqu'un. Antoine se tue en apprenant la fausse nouvelle que Cléopâtre est morte. Ventidius, dans un acte de loyauté et d'honneur envers son pays et son maître Antoine, se tue avant lui. Cléopâtre, désespérée par la mort de son amant, s'applique le venin d'un aspic sur le bras, et s'effondre sur la poitrine d'Antoine. Les serviteurs égyptiens décident de suivre leur reine dans la mort.
Culture
Tout au long de "Tout pour l'amour", Dryden illustre les vastes différences culturelles entre Rome, caractérisée par sa prédominance militaire, et l'Égypte, davantage intéressée par les affaires domestiques. La présence d'Antoine en Égypte incarne la culture politique romaine, tandis que la présence de Cléopâtre représente les aspects domestiques et personnels de la société égyptienne. Leurs façons de mourir symbolisent encore leurs cultures.
Faiblesses affectives
Bien qu'ils détiennent de grands pouvoirs, Antoine et Cléopâtre sont affaiblis par leur passion mutuelle. La capacité d'Antoine de remplir ses devoirs militaires et politiques est entravée par une permanente préoccupation affective. Cléopâtre rejette les offres d'autres royaumes, empêche la croissance de l'Égypte, néglige ses obligations royales et jette son pays sous le joug de Rome, tout cela à cause de son amour pour Antoine.
Trahison
Antoine trahit César en retournant avec Cléopâtre au lieu de rester avec Octavie. Durant la bataille, Antoine abandonne ses troupes pour rejoindre Cléopâtre, ce qui est une totale trahison de ses troupes.
Jalousie
La jalousie est montrée principalement dans la relation entre Antoine et Octavie. Nous voyons aussi que Cléopâtre est jalouse non seulement de l'attache conjugale entre Antoine et Octavie, mais aussi de la grande beauté de cette dernière.
Pouvoir
Le pouvoir est montré sous différentes formes dans cette pièce, tels le pouvoir de la beauté et le pouvoir sur d'autres personnes. Au début, Cléopâtre essaie de prendre le pouvoir sur Antoine.

## Source
- (en) Cet article est partiellement ou en totalité issu de l’article de Wikipédia en anglais intitulé « All for Love (play) » (voir la liste des auteurs).